# Memmelshoffen
Memmelshoffen (en alsacià Mammelshoffe) és un municipi francès, situat a la regió del Gran Est, al departament del Baix Rin. L'any 1999 tenia 317 habitants.
Forma part del cantó de Wissembourg, del districte de Haguenau-Wissembourg i de la Comunitat de comunes de l'Outre-Forêt.

## Demografia
| 1962 | 1968 | 1975 | 1982 | 1990 | 1999 |
| ---- | ---- | ---- | ---- | ---- | ---- |
| 300  | 300  | 279  | 273  | 263  | 317  |

## Administració
| Període   | Identitat          | Partit |
| --------- | ------------------ | ------ |
| 1945-1965 | Jean Schillinger   |        |
| 1965-1989 | Emile Huchler      |        |
| 1989-2001 | Paul Batt          |        |
| 2001-     | Georges Eschenmann |        |